# 狩りから戻ってきたディアナ
『狩りから戻ってきたディアナ』（かりからもどってきたディアナ、独: Dianas Heimkehr von der Jagd、英: Diana Returning from Hunt）は1616年ごろにキャンバス上に油彩で制作された絵画である。17世紀フランドルのバロック期の巨匠ピーテル・パウル・ルーベンスが人物像を、同じく17世紀フランドルの静物画家フランス・スナイデルスが果物籠、狩猟の獲物、狩猟犬を描いたが、両画家の共同制作になる一連のディアナを描いた作品中、おそらく最も完成度の高い作品となっている。作品は、ドレスデンのアルテ・マイスター絵画館に所蔵されている。

## 作品

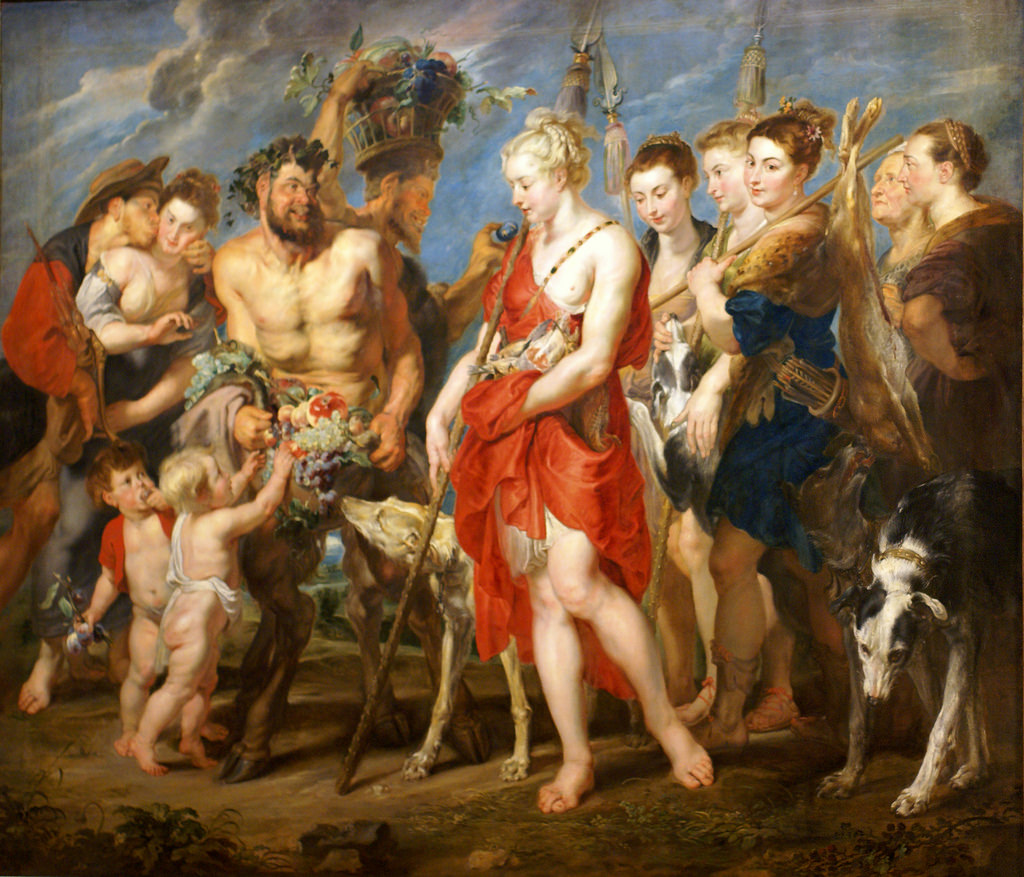
ルーベンス、スナイデルス『狩りから戻ってきたディアナ』 (1616年ごろ)、ヘッセン州立美術館、 ダルムシュタット

狩猟の女神ディアナは、弓、矢、矢筒などがアトリビュート (人物を特定するもの) として描かれることが多いが、本作では槍を持っている。彼女は、本作のように猟犬や仕留めた獲物とともに描かれることも多い。
絵画の構図は古代の浮彫彫刻との類似を見せており、人物像はかなり奥行きの浅い絵画平面を横切って描かれている。ルーベンスは狩猟そのものを描くより、ディアナと彼女に付き添うニンフたちの美しく、力強い姿を描くことに焦点を当てている。画面に描かれているのは、4分の3身体像の彼女たちがバッコスの一行であるサテュロスたちと遭遇する場面である。
3人の欲望に駆られたサテュロスたちと、獲物を運ぶディアナおよびニンフたちはあたかも異なった世界からやってきたかのように面と向かって立っている。サテュロスたちは、女性たちを誘惑するための果物の贈り物を持っているが、それが役に立ったかどうかは不明である。とはいえ、図像ははっきりと官能的な含みを持っている。
研究者コスロウによれば、「スナイデルスによって描かれた果物、死せる獲物、そして狩りの犬は、人物の豊かに彩られた布地を補完するような、異なる質感における技量に富んだ表現を示す、豪華な付属物である」。また、アンヌ・ウォーレットによれば、「ルーベンスは、豊かさや気前のよさが主要なテーマとなるようなジャンル画を定義づける、視覚的な豊かさを作り出すことの手助けについては、スナイデルスをかなり頼りにしていた。『狩りから戻ってきたディアナ』における果物や獲物の要素は、静物画の専門画家として認められたスナイデルス自身の創意であった」。
なお、ダルムシュタットにあるヘッセン州立美術館には、本作より少し後の1616年ごろに描かれた『狩りから戻ってきたディアナ』がある。この作品で、ルーベンスはディアナとニンフ、サテュロスたちを全身像で表すために構図を拡大している。